# The Light (album de Spock's Beard)
Pour les articles homonymes, voir The Light.
Albums de Spock's Beard
Beware of Darkness
(1996)
The Light est le premier album du groupe de rock progressif, Spock's Beard, sorti en 1995.

## Liste des chansons
- 01. The Light (15:32)
  - I: The Dream
  - II: One Man
  - III: Garden People
  - IV: Looking Straight into the Light
  - V: The Man in the Mountain
  - VI: Señor Valasco's Mystic Voodoo Love Dance
  - VII: The Return of the Horrible Catfish Man
  - VIII: The Dream

- 02. Go the Way You Go (12:03)

- 03. The Water (23:14)
  - I: Introduction / The Water
  - II: When It All Goes to Hell
  - III: A Thief in the Night
  - IV: FU/I'm Sorry
  - V: The Water (revisited)
  - VI: Runnin' the Race
  - VII: Reach for the Sky

- 04. On the Edge (6:11)

## Musiciens
- Neal Morse : claviers, guitare, chant
- Alan Morse : guitare
- Dave Meros : basse
- Nick D'Virgilio : batterie

## Appréciations de leurs créateurs
Neal Morse : "Je crois que j’ai écrit cet album en à peine une semaine. J’ai été très inspiré. Je me souviens que l’on a mixé cet album en 3 jours de travail de 7 heures. Il ne nous a fallu que 21 heures pour mixer cet album."
Nick D'Virgilio : "C’est notre premier album. Il sonne comme un premier album. Il y a pleins de bonnes choess dedans mais je ne l’écoute pratiquement jamais car le son a mal vieilli. Vraiment de bonnes parties dedans cela dit, ça me rappelle certains bons souvenirs."